# Briesen, Spree-Neiße
Briesen là một đô thị thuộc huyện Spree-Neiße, bang Brandenburg, Đức. Đô thị Briesen, Spree-Neiße có diện tích 9,04 km², dân số thời điểm 31 tháng 12 năm 2010 là 811 người. 